# ثيودور بيرتن
ثيودور بيرتن (بالألمانية: Theodor Birt)‏ (و. 1852 – 1933 م) هو عالم لغوي كلاسيكي، وأستاذ جامعي، وكاتب، وشاعر ألماني، توفي في ماربورغ، عن عمر يناهز 81 عاماً.

## التعليم
تعلم في جامعة لايبتزغ، وتعلم في جامعة بون
.